# Marie Louise van Sleeswijk-Holstein-Sonderburg-Augustenburg

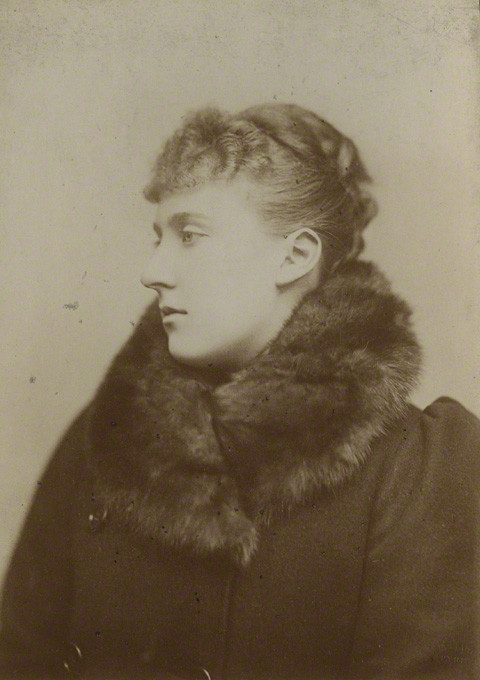
Prinses Marie Louise

Marie Louise (Franziska Jozefa Louise Augusta Marie Christina Helena) van Sleeswijk-Holstein-Sonderburg-Augustenburg (Windsor, 12 augustus 1872 – Londen, 8 december 1956) was als kleindochter van koningin Victoria van het Verenigd Koninkrijk lid van de Britse koninklijke familie. 

## Leven
Prinses Marie Louise werd geboren op Cumberland Lodge, dat op het landgoed van Windsor Castle staat. Ze was de jongste dochter en het vierde kind van prins Christiaan van Sleeswijk-Holstein-Sonderburg-Augustenburg en prinses Helena, de derde dochter van koningin Victoria. Omdat ze een kleindochter van koningin Victoria in vrouwelijke lijn is, werd ze beschouwd als lid van de koninklijke familie. In 1866 was dan ook besloten om de kinderen van Christiaan en Helena de titel Hoogheid te geven. Marie Louise kreeg dus bij haar geboorte de titel Hare Hoogheid Prinses Marie Louise van Sleeswijk-Holstein-Sonderburg-Augustenburg. Ze werd op 18 september 1872 gedoopt met de naam Franziska Jozefa Louise Augusta Marie Christina Helena. Haar doopgetuigen waren keizer Frans Jozef I van Oostenrijk en koningin Marie van Hannover.
De prinses trad op 6 juli 1891 in de St. George’s Kapel van het Windsor Castle in het huwelijk met prins Aribert van Anhalt, de vierde zoon van hertog Frederik I van Anhalt. Keizer Wilhelm II van Duitsland, de neef van Marie Louise, zou een grote rol hebben gespeeld bij het arrangeren van dit huwelijk. Het huwelijk was echter ongelukkig en bleef kinderloos. Men beweerde later dat Aribert homoseksueel zou zijn. Hertog Frederik wist het huwelijk in 1900 te ontbinden. Prinses Marie Louise was op dat moment op een officieel bezoek in Canada, maar keerde meteen terug naar Groot-Brittannië toen ze het nieuws te horen kreeg. Ze vond echter dat haar huwelijksgeloften bindend waren en is dus ook nooit hertrouwd.
Hierna wijdde de prinses zich volledig aan liefdadigheidswerk en werd ze een beschermvrouwe van de kunsten. Ze was aanwezig bij vier kroningen in de Westminster Abbey, namelijk die van Eduard VII in 1901, die van George V in 1911, die van George VI in 1937 en die van koningin Elizabeth II in 1953. Prinses Marie Louise publiceerde in 1956 haar memoires onder de titel “My Memories of Six Reigns”. Ze stierf in haar huis in Londen en werd begraven te Frogmore.

## Titels en onderscheidingen

### Titels
- Hare Hoogheid Prinses Marie Louise van Sleeswijk-Holstein-Sonderburg-Augustenburg (1872-1891)
- Hare Hoogheid Prinses Aribert van Anhalt (1891-1900)
- Hare Hoogheid Prinses Marie Louise van Sleeswijk-Holstein-Sonderburg-Augustenburg (1900-1917)
- Hare Hoogheid Prinses Marie Louise (1917-1956)

Als prinses van Sleeswijk-Holstein-Sonderburg-Augustenburg had ze eigenlijk de aanspreektitel Doorluchtige Hoogheid, maar koningin Victoria besloot in 1866 dat de kinderen van Helena en Christiaan van Sleeswijk-Holstein-Sonderburg-Augustenburg de aanspreektitel Hoogheid zouden krijgen. Deze aanspreektitel was echter alleen geldig in het Verenigd Koninkrijk, niet in Duitsland. In 1917 ontstond er een anti-Duitse sfeer in het Verenigd Koninkrijk, waarop koning George V besloot de naam van het koninklijk huis te veranderen van Huis Saksen-Coburg en Gotha naar Huis Windsor. Ook deden hij en zijn familieleden afstand van hun Duitse titels en achternamen. Prinses Marie Louise besloot afstand te doen van de Duitse naam Van Sleeswijk-Holstein-Sonderburg-Augustenburg, waarna ze simpelweg geen achternaam meer droegen. Marie Louise werd dus voortaan Hare Hoogheid Prinses Marie Louise.

### Onderscheidingen
De prinses ontving verschillende onderscheidingen, waaronder die van “Lady of the Order of the Crown of India” (CI), “Lady of the Order of Victoria and Albert” (VA) in 1893, “Dame Grand Cross of the Order of the British Empire (GBE) in 1919 en “Dame Grand Cross of the Royal Victorian Order” (GCVO) van 1953. Ze mocht de bijbehorende letters vervolgens achter haar naam zetten.

## Publicatie
- My Memories of Six Reigns, Evans, 1956